# Tethycometes
Tethycometes är ett släkte av svampdjur. Tethycometes ingår i familjen Tethyidae.
Kladogram enligt Catalogue of Life:
| Tethycometes | \| \| Tethycometes radicosa \| \| \| \| \| \| Tethycometes sibogae \| \| \| \| |
|              | \| \| Tethycometes radicosa \| \| \| \| \| \| Tethycometes sibogae \| \| \| \| |
|              | Anthotethya                                                                    |
|              |                                                                                |
|              | Burtonitethya                                                                  |
|              |                                                                                |
|              | Columnitis                                                                     |
|              |                                                                                |
|              | Halicometes                                                                    |
|              |                                                                                |
|              | Laxotethya                                                                     |
|              |                                                                                |
|              | Nucleotethya                                                                   |
|              |                                                                                |
|              | Oxytethya                                                                      |
|              |                                                                                |
|              | Stellitethya                                                                   |
|              |                                                                                |
|              | Tectitethya                                                                    |
|              |                                                                                |
|              | Tehtya                                                                         |
|              |                                                                                |
|              | Tethya                                                                         |
|              |                                                                                |
|              | Tethyastra                                                                     |
|              |                                                                                |
|              | Tethytimea                                                                     |
|              |                                                                                |
|              | Xenospongia                                                                    |
|              |                                                                                |
|              | Tethycometes radicosa                                                          |
|              |                                                                                |
|              | Tethycometes sibogae                                                           |
|              |                                                                                |

|  | Tethycometes radicosa |
|  |                       |
|  | Tethycometes sibogae  |
|  |                       |